# Свекловичный долгоносик
Свеклови́чный долгоно́сик, или буракоед (лат. Asproparthenis punctiventris), — вид жуков из семейства долгоносиков, вредитель культивируемой свёклы.

## Таксономический статус
Вид занимает огромный ареал — почти всю Палеарктику (см. ниже — «Географическое распространение»). Вероятно, поэтому ему присуща чрезвычайная изменчивость — ведь условия проживания на такой территории очень разнообразны. Не удивительно, что за период с 1829 по 1905 годы экземпляры этого долгоносика до 15 раз описывали как разные виды. Более осторожные исследователи считали такие формы подвидами в пределах одного вида Asproparthenis punctiventris. В частности, Ф. К. Лукьянович отмечал, что исследователи, имея отдельные экземпляры или по несколько жуков, легко принимают меняющиеся признаки (форма тела, форма и окраска чешуек и тому подобное) за существенные межвидовые различия. Когда же изучаются огромные серии насекомых различных географических регионов, то хорошо видно, что между этими отличиями есть незаметные переходы, тогда как разные виды имеют четко различия между собой. Лукьянович различал четыре подвида (punctiventris punctiventris Germ., punctiventris nubeculosus Gyll., punctiventris farinosus Fahr., punctiventris carinifer Fahr.), причём подчеркивал, что делает это «условно». Все основательные современные труды рассматривают предлагаемые ранее подвиды как синонимы единого полиморфного вида Asproparthenis punctiventris. Только один такой подвид (Asproparthenis guyoti Hartmann, 1909) признан самостоятельным видом.

### Синонимы
В синонимику вида входят следующие названия:
- betavorus Chevrolat, 1873 (Bothynoderes)
- menetriesi Chevrolat, 1873 (Bothynoderes)
- peregrinus Chevrolat, 1873 (Bothynoderes)
- uniformis Chevrolat, 1873 (Bothynoderes)
- austriacus Reitter, 1905 (Bothynoderes)
- stigma Reitter, 1905 (Bothynoderes)
- guyoti Hartmann, 1909 (Bothynoderes)
- remaudierei Hoffman, 1961 (Bothynoderes)

## Внешний вид
Жук длиной 14,5—17 мм, тело серое, с косыми чёрными широкими перевязями посередине надкрыльев и с тёмными пятнами на них; кроме того, на вершине каждого из надкрыльев есть белый бугорок. Переднеспинка морщинистая, её бока обильно покрыты короткими круглыми чешуйками, которые налегают друг на друга; лишь возле углов переднеспинки чешуйки удлинённые и не перекрывают друг друга. Надкрылья параллельно-боковые, на вершине закруглены и покрыты преимущественно 3- или 4-лопастными глубоко рассечёнными белыми чешуйками, причём последних заметно больше. Брюшко серое, в мелкий чёрных горошек (отсюда латинское название «punctiventris» — испещрён-брюшистый).
Жукам присущ половой диморфизм. У самцов по сравнению с самками:
- меньшие размеры тела;
- они имеют бо́льший 3-й раздвоенный членик лапки и бо́льшую булаву усиков
- на первых двух сегментах брюшка снизу у них есть продольная вмятина;
- лапки густо покрыты волосками.

Как сказано выше, взрослые жуки чрезвычайно изменчивы внешне, поэтому неудивительно, что отдельные вариации специалисты часто считали самостоятельными видами.
Яйцо овальное, светло-желтоватое длиной 1,2—1,3 мм, в поперечнике 1—1,1 мм.
Личинка белая, с жёлтой или желтовато-бурой головой, мясистая, дугообразно изогнутая, безногая. Грудной щиток рыжий, с двумя волосками на заднем крае. Тело состоит из 12 члеников, по бокам которых есть 9 дыхательных отверстий. Последний сегмент тела маленький, округлённый. За время развития она четыре раза линяет, после каждого линька становясь больше. Её длина (по прямой) составляет: в I возрасте — 1,5 мм, во II возрасте — 3,5, III — 5,0, IV — 7,5, V — 12,5 мм. В последнем возрасте личинка покрыта лишь редкими, тонкими, едва заметными волосками на отдельных члениках.
Куколка длиной 10-15 мм и 6 мм шириной. Она удлинённо яйцевидная, с хорошо заметными частями тела будущего жука. Членики брюшка имеют на спинной стороне поперечные ряды шипиков, а последний членик — коричневую площадку.

## Образ жизни
Биология обыкновенного свекловичного долгоносика изучена очень подробно, лучше, чем подавляющего большинства жуков.
Этот вид встречается в целинных степях, на сельскохозяйственных угодьях, солончаках, полянах и опушках, в лесополосах, на рудеральной растительности вдоль дорог, свалках, пастбищах, пустырях и тому подобное.

### Массовые размножения
Вспышки массового размножения происходят вследствие стечения благоприятных для насекомые обстоятельств. И наоборот, численность жука резко понижается, когда совпадают неблагоприятные для него факторы. Например, в 1933 году в основной зоне свеклосеяния Украины весной—летом температуры держались ниже обычных, а количество осадков превышало средние показатели. Поэтому осенью численность взрослых жуков в почве составляла лишь 3—13 % от всех стадий развития. Это свидетельствовало о том, что яйца, личинки и куколки в течение сезона массово гибли. Весной следующего года на полях можно было встретить лишь единичных долгоносиков.
Массовые размножения долгоносика на Украине случались в такие годы: 1851—1855, 1868—1869, 1875—1877, 1880—1881, 1891—1893, 1896—1897, 1904—1906, 1911—1912, 1920—1922, 1928—1930, 1936—1940, 1947—1949, 1952—1957, 1963—1964, 1973—1976, 1986—1988, 1995—2002. Сопоставляя эти данные с циклами солнечной активности, специалисты пришли к выводу, что большинство (82 %) вспышек размножения приходится на годы резких изменений активности Солнца или на следующий год (18 %).
Численность долгоносика в годы её стремительного подъёма достигала поразительных величин. Например, в 1904 году в имени графа А. А. Бобринского Грушковке на площади около 160 га собрали 76 пудов (свыше 1,2 тонны) жуков. В следующем году в Курманской экономии вблизи Тального на Черкащине на свекловичных плантациях (более 40 га) собрали почти 290 ведер жуков. Для этого было привлечено 36 595 рабочих-сборщиков.

### Жизненный цикл
Этот вид даёт одно поколение в год. Активные жуки появляются весной, когда почва прогреется до +7…10 °C. Некоторое их количество остаётся в почве в состоянии диапаузы 1—2 года. Когда температура почвы достигнет +25 °C, насекомые расселяются воздухом или по земле. Особенно активные перелеты происходят при температуре почвы +30 °C. Летают они в тёплую солнечную пору, при слабом (3 м/с) ветре и низкой влажности воздуха (до 50 %), в основном в период с 11 до 16 часов. Высота полёта не превышает 4 м, дальность перелёта — до 500 м). Определённая часть (до 16 %) жуков, вышедших из зимовки, оказывается не на свекольных плантациях, а в остальных агроценозах — посевах злаков, клевера и др.
Кормовые растения имаго свекловичного долгоносика и его личинки — многочисленные Лебедовые (семейство Амарантовые). Это растения из родов Лебеда, Марь, Свёкла, Шпинат и др. В древние времена жизнь жуков была связана с дикой растительностью, а если в каком-то месте появлялись посевы свёклы, долгоносик переходил на них с маревых сорняков. Иногда жуки питаются на растениях из других семейств. Жуки обгрызают листья с краёв, оставляя зазубрины.
На плантациях с сеянцами свёклы жуки перегрызают семядольные листочки или даже уничтожают их ещё под комочками почвы. Грызут листья и верхушки молодых растений, а также стебельки ростков, оставляя «пеньки». Больше всего вреда они наносят молодым растениям, до образования 2—4 пар листьев. В лесопитомниках жуки иногда повреждают сеянцы дуба и клёна.
После периода весеннего питания жуки спариваются (обычно в третьей декаде апреля — мае), затем самки откладывают яйца (примерно до середины июня). Для этого самка выкапывает небольшую ямку вблизи кормового растения. Плодовитость зависит от погоды, возраста самки и других факторов и составляет от 20—30 до 200—300 яиц, а в лабораторных условиях — ещё больше. Откладывание яиц продолжается до начала июля, после чего жуки погибают.
Развитие зародыша длится 5—12 суток. Обычно уже во второй половине мая можно найти первых личинок. Они быстро двигаются в рыхлом грунте, находят мелкие боковые корешки и грызут их. С возрастом они закапываются в землю до глубины 30 см (а когда грунт слишком сухой, то до полуметра). Личинки старшего возраста объедают главный корень, вгрызаются в корнеплод. Количество личинок вокруг одного растения свёклы достигает нескольких десятков и даже более сотни.
Личинка развивается около 65 дней и за это время четыре раза линяет. В начале июля личинки готовятся к окукливанию: строят овальную вертикальную камеру с гладкими плотными стенками. После короткой (5—6 дней) стадии предкуколки образуется сама куколка. Срок её существования 10—30 дней, в зависимости от погоды, условий грунта и тому подобное. Первые молодые жуки нового поколения появляются в конце июля — начале августа. Процесс выхода жуков растягивается вплоть до первых холодов. Большинство этих насекомых остается зимовать в почве. Некоторые в тёплую погоду выходят на поверхность в конце августа — сентябре, а затем снова закапываются. Следовательно, полный цикл развития от яйца до имаго нового поколения длится в среднем 85 (65—148) суток.

### Естественные враги
На численность свекловичного долгоносика влияют животные-конкуренты и многочисленные хищники и паразиты. Среди хищников есть жуки: жужелицы, карапузики, мертвоеды, а также клещи, муравьи и другие насекомые. Этими долгоносиками питаются также землеройки, ежи, а особенно часто — птицы: скворец обыкновенный, галка, сорока, серая ворона, сойка, чайки, жаворонки, перепёлки и другие — в целом, около 40 видов оседлых птиц. Из-за массового размножения долгоносики составляют весомую долю в их рационе. Например, в одном птичьем желудке дрозда и удода находили по 10—20 жуков, дрофы — 62, грача — 133.
Большое значение имеют грибные болезни жуков, возбудителями которых являются белая, зелёная и красная мюскардины. Особенно высокая смертность долгоносика от них наблюдается в прохладное дождливое лето. Яйца долгоносика уничтожает паразит Caenocrepis из отряда Перепончатокрылых, личинки — несколько видов червей-нематод, взрослых жуков — паразитическая муха — Rondania.

## Географическое распространение
Обычный свекольный долгоносик распространен почти по всей Палеарктике. В Европе найден в Испании, Франции, Италии, Германии, Австрии, Словакии, Чехии, Греции, Польши, Венгрии, Болгарии, Молдове, Украине, Армении и на юге Европейской России. На Севере Африки он есть по крайней мере в Ливии, Марокко и Тунисе. Его ареал охватывает также часть Азии: Сирию, Израиль, Турцию, Иран, Афганистан, Туркменистан, Западную Сибирь, Казахстан, Китай.

## Значение в природе и жизни человека
В дикой природе долгоносик, подобно любому виду живых существ, является необходимым звеном экосистем. Он так или иначе связан с популяциями растений, которыми питается и среди которых скрывается. Определённые взаимоотношения этот вид имеет с конкурентами, хищниками, паразитами. Вредителем же он стал только тогда, когда оказался в созданных человеком агроценозах — сельхозугодьях, занятых свёклой. Неслучайно этот вид описан в качестве нового для науки немецким энтомологом Э.-Ф. Гермаром именно тогда, когда в Германии начали массово выращивать сахарную свёклу.
Наибольший вред человеку насекомое причиняет в годы с засушливой, жаркой весной. Он вредит посевам сахарной, столовой и кормовой свёклы первого и второго («высадки») года выращивания. Его вредоносность обусловлена тем, что:
- из-за массового размножения приходится пересеивать свёклу;
- повреждённые растения образуют меньшую массу корнеплодов;
- у сахарной свёклы вследствие повреждения листьев и корнеплодов в последних снижается содержание сахара;
- свёкла 2-го года жизни образуют меньше семян, и они более низкого качества.

Понятно, что всё это приводит к значительным экономическим затратам на борьбу с вредителем и последствиями его деятельности и повышает себестоимость сельхозпродукции.

## Защита растений от вредителя
Для снижения убытков от деятельности долгоносика применяют четыре основные группы методов борьбы: механический, химический, агротехнический, биологический. Механический заключается в ручном сборе насекомых, окапывании плантаций ловильными канавками и размещение клеевых ловушек и тому подобное. Нечего говорить, что эффективность таких действий низкая, а экономические затраты — немалые. Как писал энтомолог А. А. Силантьев:
«…Практика показывает, что при дружном натиске пешего жука, в хорошую погоду, в годы массового его появления, рабочие, расставленные очень тесно вдоль канавы и снабжённые вениками для сметания всползающих на стенки долгоносиков,не успевают с ними справляться — многим из них всё-таки удаётся выбраться из канав»
Применение против вредителя биологических методов сталкивается на практике с существенными сложностями и значительными затратами. Кое-где делались попытки наладить уничтожение жуков, выпуская на поля домашних птиц (кур, индеек), но, разумеется, они не могли дать нужного результата. Максимального эффекта в защите свёклы можно достичь лишь применением комплекса мероприятий. В частности это:
- уничтожение сорняков на полях (не только свекольных) и вдоль них;
- соблюдение севооборотов;
- предпосевная обработка семян инсектицидами или внесение их в почву;
- рыхление почвы в период, когда идёт откладка яиц и появляются личинки;
- удаление подземных остатков свёклы после уборки урожая их семян на высадках;
- глубокая вспашка после уборки урожая корнеплодов;
- осуществления всех агротехнических мероприятий для массового прорастания семян, интенсивного развития и роста растений;
- обкапывание ловильными канавками плантаций, граничащих с теми, где численность вредителя превышает 0,5 экз/м² — для изоляции заражённых посевов и уничтожения жуков в канавках[25].

Весомый вклад в изучение и борьбу с этим вредителем сделали энтомологи Ф. К. Лукьянович, Н. А. Теленга, А. И. Зражевский, Н. П. Дядечко, Е. В. Зверозомб-Зубовский, О. И. Петруха.
Обычный свекловичный долгоносик стал, вероятно, первым в практике мирового сельского хозяйства объектом, против которого применили микробиологические методы уничтожения. Идея их применения принадлежит биологу Илье Мечникову, а воплощал её в жизнь его ученик Исаак Красильщик.